# Bahnhof Nardò Centrale

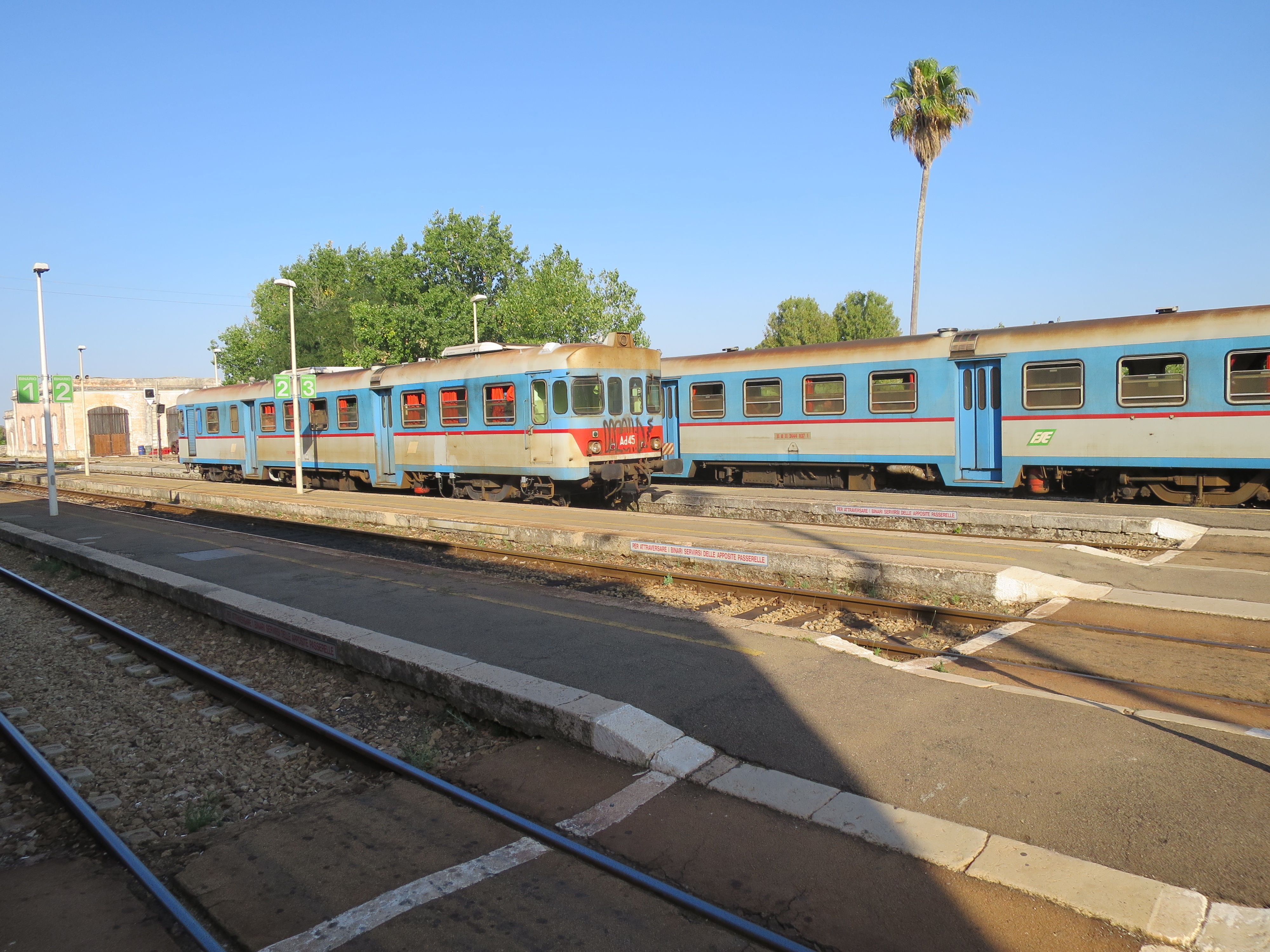
Zugkreuzung in Nardò Centrale mit zwei Triebwagen der Baureihe Ad

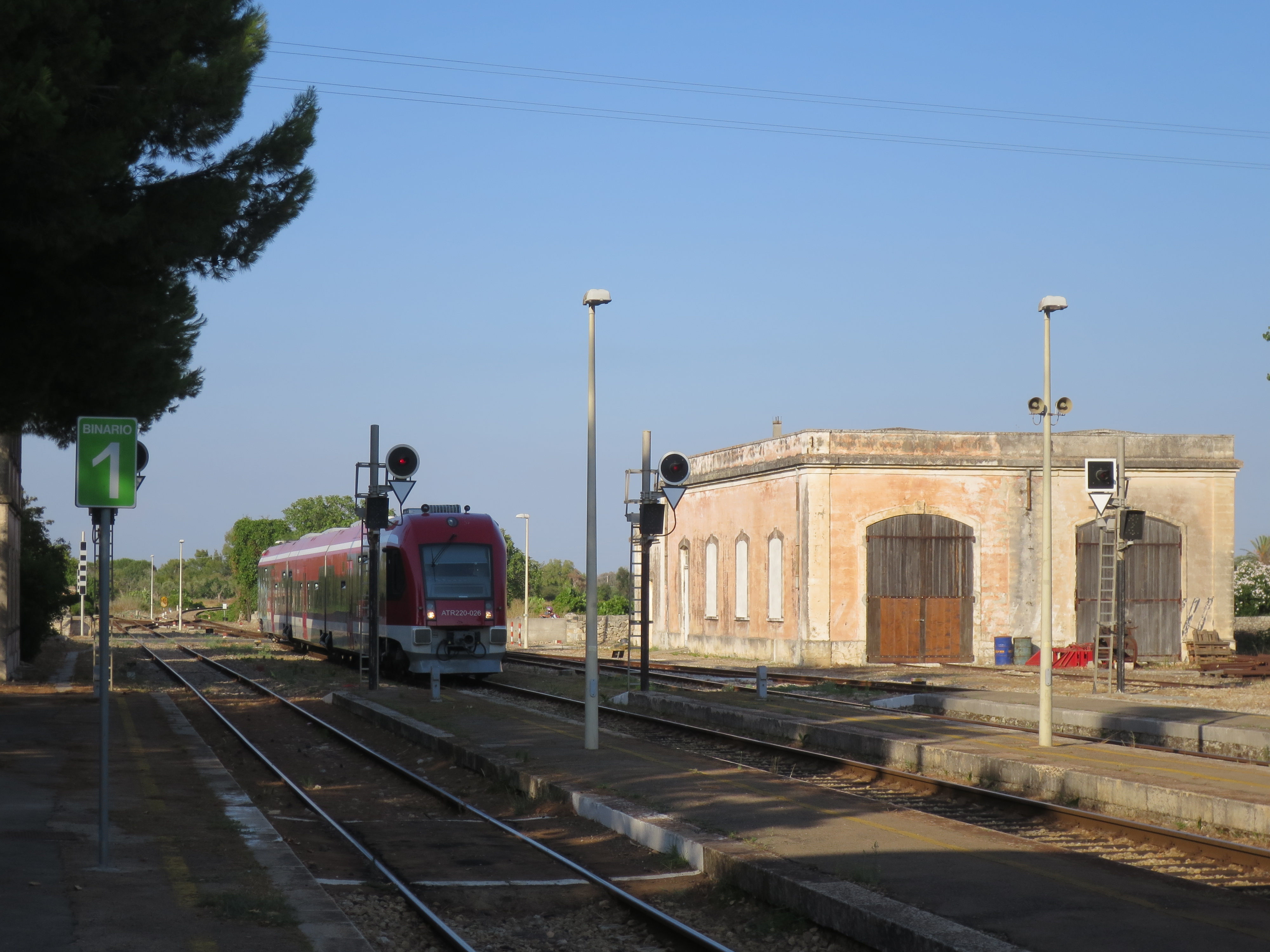
Zweiständiger Lokschuppen und einfahrender Zug aus Lecce

Der Bahnhof Nardò Centrale ist ein zentraler Kreuzungsbahnhof im Eisenbahnnetz von Apulien.

## Geografische Lage
Der Bahnhof Nardò Centrale gehört zum Netz der Ferrovie del Sud Est (FSE), die seit 4. August 2016 zu den Ferrovie dello Stato Italiane (FS) gehört. Hier kreuzen sich die Bahnstrecken Lecce–Gallipoli und Novoli–Gagliano Leuca.
Der Bahnhof liegt weit außerhalb der Stadt Nardò, die mit dem Bahnhof Nardò Città an der Bahnstrecke Novoli–Nardò Centrale(–Gagliano Leuca) einen zweiten, stadtnäheren Bahnhof besitzt.

## Geschichte
Der Bahnhof Nardò Centrale ging mit der Eröffnung des ersten Abschnitts der Strecke von Zollino nach Gallipoli durch die Strade Ferrate Meridionali zum 14. Dezember 1864 in Betrieb. Die Strecke wurde von hier am 1. November 1885 bis Gallipoli verlängert.
Die Ferrovie Salentine, eine in Apulien regional tätige Eisenbahngesellschaft, baute als Zweigstrecke von ihrer Bahnstrecke Martina Franca–Lecce die Strecke von Novoli nach Nardò Centrale, die am 27. Mai 1907 eröffnet wurde. Diese Strecke wurde nach Süden verlängert und zum 4. November 1911 bis Gagliano Leuca in Betrieb genommen. Auf den Bahnhof Nardò Centrale laufen seitdem vier eingleisige Strecken zu.

## Technische Ausstattung
Der Bahnhof besitzt vier Bahnsteiggleise, die alle nur ebenerdig zugänglich sind. Weitere Gleise sind vorhanden und werden derzeit (2016) teilweise zum Abstellen verrottenden Rollmaterials genutzt. An Hochbauten vorhanden ist ein Empfangsgebäude, in dem auch ein Fahrdienstleiter tätig ist. Weiter ist ein zweiständiger Lokschuppen aus der Dampflokzeit erhalten.

## Betrieb
In Nardò Centrale kreuzen planmäßig zum einen Züge der Linie 3 der FSE, die vorrangig mit Triebwagen der Baureihe Ad 31–45, die der Baureihe ALn 668.1900 und 668.1000 der FS entsprechen, betrieben wird. Zum anderen kreuzen hier planmäßig Züge der Linie 5 der FSE, die sowohl mit alten Triebwagen der Baureihe Ad 31–45 als auch mit den neuesten Fahrzeugen der FSE, Triebwagen der Baureihe ATR 220. betrieben wird. Bei einer Doppelkreuzung, wenn die Züge beider Linien gleichzeitig im Bahnhof kreuzen, um den Reisenden ein Umsteigen in alle Richtungen zu ermöglichen, sind alle vier Bahnsteiggleise besetzt.